# La figlia della sciamana
La Figlia della Sciamana (Skammerens datter) è un film del 2015 diretto da Kenneth Kainz.
Il soggetto è tratto dal romanzo di Lene Kaaberbol.

## Trama
Il re di Dunark è stato assassinato insieme alla moglie incinta ed il figlio di 4 anni. Il killer risulta essere Nicodemus Ravens, il figlio più grande del re, che è stato trovato ubriaco con un coltello in mano. Finché Nicodemus non confessa non può però essere considerato colpevole, quindi vengono chiamate a corte Melussina, una sciamana in grado di leggere nella mente delle persone e sua figlia Dina, che ha le sue stesse abilità.

## Produzione
Il film è stato girato in maggior parte nella primavera del 2014 in Repubblica Ceca. Alcune altre riprese sono state fatte anche in Islanda e Norvegia.

## Sequel
Il 24 gennaio 2019 è uscito il sequel del film: La figlia della sciamana II: il dono del Serpente.